# あさってDANCE
『あさってDANCE』（あさってダンス）は、山本直樹の漫画。1989年より小学館の漫画雑誌『ビッグコミックスピリッツ』に連載された。単行本は、1989年から1991年にかけて小学館のビッグコミックスより全7巻、1994年に弓立社より全7巻、1998年から1999年にかけて太田出版より全4巻で刊行されている。
1990年から1991年にかけてOVA化、1991年と2005年に実写映画化された。

## あらすじ
小劇団で演劇のスタッフをしている20歳の貧乏学生、寺山スエキチ。ある朝彼がアパートの部屋で目を覚ますと、隣に見知らぬ美女がいた。驚く彼を残し、いつのまにか彼女は姿を消す。その晩、弁護士の立見が訪ねてきて、死んだ祖父の遺産4億5千万円がスエキチのもとに転がり込むという知らせを持ってくる。しかし、そこに今朝出会った謎の美女・日々野綾が現れる。その日から綾はスエキチにつきまとい始める。

## OVA
1990年に『あさってDaNcE』、1991年に『あさってDaNcE2』のタイトルで、OVAが製作・発売された。
声の出演
- 菊池正美
- 佐々木優子
- 高杉翔
- 大泉滉
- 大塚芳忠
- 緒方賢一
- 梅津秀行
- 桜井敏治

スタッフ
- 監督：小暮輝夫（『あさってDaNcE』）、落合正宗（『あさってDaNcE2』）
- 脚本：島崎シイラ（『あさってDaNcE』）、円山知恵（『あさってDaNcE2』）

## 1991年の映画
同タイトルで1991年に製作・公開された。製作・配給は大映。
キャスト
- 日比野綾：中嶋朋子
- 寺山スエキチ：石橋保
- 深川深雪：裕木奈江
- 唐笑孤鬼：ベンガル
- 霜村雅味：石野真子
- 池津はじめ：中島陽典
- 寺山大吉：柄本明
- 立見弁護士：大杉漣
- 長谷川：菅田俊
- 床屋の親父：蛭子能収
- 徳井優、木下ほうか、小河麻衣子、大久保了、ジーコ内山　ほか

スタッフ
- 監督：磯村一路
- プロデューサー：桝井省志
- 脚本：香川まさひと
- 音楽：渡辺勝
- 主題曲：マーメイドビビッド「私の為に」
- 撮影：長田勇市
- 編集：菊池純一
- 美術：田澤博
- 照明：豊見山明長
- 録音：川嶋一義
- 整音：茶畑三男
- 助監督：山川元
- 製作担当：佐々木芳野
- 現像：IMAGICA
- 企画：武内健
- 製作者：島田開
- 製作協力：大映映像、ファザーズコーポレーション

## 2005年の映画
同タイトルで2005年に製作・公開された。製作・配給はトルネード・フィルム。レイトショーで1週につき1話、5週間で全4話が上映された。
あさってDANCE
あさってDANCE 愛と欲望の旅だち篇
あさってDANCE 魔性の女たち篇
あさってDANCE 浮気と本気のエッチ篇
キャスト
- 日比野綾：黒沢愛
- スエキチ：松田洋昌（ハイキングウォーキング）
- 霜村雅味：川村亜紀
- 深川深雪：のはら歩
- 寺山スエ：山本早織
- 星野あかり
- 鈴木Q太郎（ハイキングウォーキング）
- 松田優

スタッフ
- 監督：本田隆一
- 製作：福井政文、渡辺純一、多井久晃、臼井一郎、叶井俊太郎
- プロデューサー：小林洋一、掛川義光、高津戸顕、大橋孝史、黒須功
- 脚本：高木裕治